# 三輪田祐子
三輪田 祐子（みわた ゆうこ）は、日本の経済産業官僚。

## 来歴
東京大学法学部卒業。2005年 経済産業省に入省。2008年6月 資源エネルギー庁省エネルギー・新エネルギー部政策課長補佐。2017年8月 ジョージタウン大学公共政策大学院修了。Master of Public Management（公共経営学修士）修得。2020年6月 経済産業省大臣官房調査統計グループ政策企画委員。2021年4月 経済産業省貿易経済協力局貿易管理部特殊関税等調査室長。

## 略歴
- 2005年4月：経済産業省に入省。
- 2008年6月：資源エネルギー庁省エネルギー・新エネルギー部政策課長補佐[1]。
- 2012年4月：経済産業省経済産業政策局産業構造課経済社会政策室課長補佐（総括）。
- 2016年9月：留学（ジョージタウン大学公共政策大学院）。
- 2017年9月：経済産業省通商政策局欧州課長補佐。
- 2018年6月：資源エネルギー庁長官官房総務課需給政策室課長補佐 兼 長官官房総務課調査広報室課長補佐（総括）。
- 2020年6月：経済産業省大臣官房調査統計グループ政策企画委員。
- 2021年4月：経済産業省貿易経済協力局貿易管理部特殊関税等調査室長[2]。
- 2022年︰経済産業省産業技術環境局環境政策課エネルギー･環境イノベーション戦略室長。